# Большая птица-лира
Больша́я пти́ца-ли́ра, или обыкнове́нный лирохво́ст (лат. Menura novaehollandiae) — певчая птица семейства лирохвостов, обитающая в восточной Австралии и в Тасмании.

## Описание
Самец длиной до 100 см, самка до 86 см. Оперение преимущественно коричневое. Хвост самца длиной до 60 см имеет форму лиры, перья хвоста сверху чёрного и тёмно-рыжего, а снизу серебристого цвета. Хвост самки короче и не лировидный.

## Местообитание
Большая птица-лира обитает в умеренных и субтропических дождевых лесах. Много особей большой птицы-лиры живут в национальном парке Данденонг и в национальном парке Кинглейк в пригороде Мельбурна, Королевском национальном парке и в области Иллаварра к югу от Сиднея и во многих других парках вдоль восточного побережья Австралии, которое не защищено кустарниками.

## Образ жизни
Птица кормится чаще на земле, разгребая лесную подстилку своими лапами. Питается насекомыми, червями, улитками и другими наземными животными. Она спит на деревьях.
Во время тока самец поёт и размахивает над телом хвостом. Самец спаривается с несколькими самками. Каждая самка строит гнездо на земле или на пне, выстилая его перьями. Она откладывает единственное яйцо от серого до пурпурно-коричневого цвета с тёмными пятнышками. Без поддержки самца самка высиживает яйцо и выкармливает цыплёнка.
Наряду с «собственными» криками («блик-блик» или «билик-билик») большая птица-лира подражает голосам других птиц и крикам млекопитающих. Она имитирует даже такие звуки, как сигнальный гудок локомотива, щелчок фотоаппарата или шум бензопилы.

## Подвиды
- Menura novaehollandiae edwardi
- Menura novaehollandiae novaehollandiae
- Menura novaehollandiae victoriae